# 奥雷斯特·格罗西
奥雷斯特·格罗西（義大利語：Oreste Grossi，1912年3月14日—2008年2月16日），意大利男子赛艇运动员。他曾代表意大利参加1936年夏季奥林匹克运动会赛艇比赛，获得八人单桨有舵手银牌。